# 윤종원
윤종원(尹琮源 , 1960년 12월 4일 ~ )은 대한민국의 공무원이며, 제26대 기업은행장이다.

## 학력
- 인창고등학교
- 서울대학교 경제학과 경제학 학사
- 서울대학교 행정대학원 행정학 석사
- UCLA 대학원 경제학 박사

## 경력
- 1983년 12월: 제27회 행정고시 합격
- 재무부 관세국 사무관
- 재무부 저축심의관실
- 1994년 5월: 재무부 재무정책국 사무관
- 1996년 8월: 재정경제원 금융정책과 서기관
- 1997년 11월 ~ 2000년: 국제통화기금(IMF) 이코노미스트
- 2001년 5월: 기획예산처 재정정책국 산업정책과장
- 2002년 2월: 기획예산처 재정정책국 재정정책과장
- 2002년 9월: 재정경제부 재정정책국 산업경제과장
- 2003년 4월: 대통령 경제보좌관실 선임행정관
- 2005년 3월: 재정경제부 경제정책국 종합정책과장
- 2006년 9월 ~ 2008년: 국제통화기금(IMF) 선임자문관
- 2009년 2월 ~ 2011년 9월: 기획재정부 경제정책국장
- 2011년 9월: 대통령실 경제금융비서관
- 2012년 11월 ~ 2014년 10월: 국제통화기금(IMF) 상임이사
- 2015년 10월 ~ 2018년 6월: 주 경제협력개발기구(OECD) 대한민국 대표부 대사
- 2018년 6월 ~ 2019년 6월: 대통령비서실 경제수석비서관
- 2020년 1월 ~ 2023년 1월: 기업은행 행장